# Sablai-tó
A Sablai-tó (bolgárul: Шабленско езеро) egy fekete-tengeri lagúnából kialakult tóegyüttes (limán) Bulgária északkeleti részén, a bolgár kisvárostól, Sablától 4 kilométerre északkeletre található. A közvetlenül a strand mögött fekvő tengerparti Sablai-tó területe 0,8 négyzetkilométer, mélysége 0,4-4 méter, a tengertől pedig egy 120 méter széles homokturzás választja el. Valójában két tóból áll: a névadó Sablai-tóból és a tőle északra fekvő Ezereci-tóból, amelyeket egy 200 méter hosszú mesterséges csatorna köt össze. A 10 km-re északabbra fekvő Durankulaki-tóval együtt jelentős biotóp, többek között a vörösnyakú lúd fő telelőhelye. Mivel fontos természetvédelmi terület, így 1996 óta rámszari terület.

## Földrajza
A Sablai-tórendszer két tóból, egy északi és egy déli tóból áll, amelyeket egy 200 méter hosszú mesterséges csatorna köt össze. Az északi tavat Esereci-tónak (Езерецко езеро) is nevezik, az tőle közvetlenül keletre fekvő Eserec (Езерец) falu után. A tengertől egy 30-50 méter széles homokbuckasáv választja el. Míg a déli tavat, a tulajdonképpeni Sablai-tavat egy 200 méter széles homokos és mocsaras sáv választja el a tengertől. Az Esereci-tó területe 0,7 km², mélysége 9 méter, és mintegy 2,5 millió m² vízfelülettel rendelkezik. Vízét öntözésre használják. Az Esereci-tó nyugati felét édesvíz, keleti felét pedig sós tengervíz pótolja. 
A Sablai-tó és az Ezereci-tó együtteséhez tartozik ég egy másik, jóval kisebb tó, a Sablenszka-Tuzla-tó (Шабленска тузла), melynek nevében a Tuzlar a török tuzu szóból származik, ami sót jelent. Az előző tavaktól 1,5 kilométerre fekvő, mintegy 400 × 400 méteres Sablenszka-Tuzla-tó a tengertől egy 100 méter széles homoksáv választja el, és szintén a tengertől elválasztott lagúna. A homokdűnéken keresztül beszivárgó tengervíz táplálja. Átlagos mélysége 0,6 méter, és enyhén sós. Átlagos sótartalma 0,004 %. Összehasonlításképpen: a Fekete-tenger sótartalma 1,7 %, az Atlanti-óceáné pedig 3,5 %. Partjait nádasok borítják, és a tóban sókedvelő algák élnek. A tavon 41 fészkelő madárfajt és 13 védett növényfajt számoltak össze.

## Természetvédelmi jelentősége
Mindhárom tavat kisebb édesvizű mellékfolyók, valamint a Fekete-tengerből szivárgó sós víz táplálják. A tavak vize ezért kissé sós. Más források szerint az édesvíz beáramlása kizárólag talajvízből származik.
A tavak és környékük Bulgária legfontosabb vizes élőhelyei közé tartoznak. Számos veszélyeztetett madárfaj található itt, amelyek közül 70 szerepel a Bulgária veszélyeztetett fajainak Vörös Könyvében. A vizes élőhelyek a vidrák védelme szempontjából is nagy jelentőséggel bírnak. A tavak fontos pihenőhelyet jelentenek a vonuló madarak észak-déli vonulási útvonalán, a Via Ponticán.
A Sablai-tó 1979 óta természetvédelmi terület. A vizes élőhelyek védelméről szóló rámszari egyezmény értelmében a tavat és környékét védett területté nyilvánították. A védett terület  530 hektárt foglal magában a Sablai-tónál (beleértve az Esereci-tavat is) és 350 hektárt a Durankulaki-tónál. A terület több mint 100 000 vadlúd költőhelye. A tavak lúdállományának mintegy 60 %-át a vörösnyakú ludak teszik ki, de az énekes hattyúvagy a rózsás gödény is megtalálható itt.  A terület szerepel az európai madárvédelmi területek listáján. A terület ökológiai jelentősége elsősorban abban rejlik, hogy itt található a világszerte veszélyeztetett vörösnyakú lúd legfontosabb telelőhelye.

## Fordítás
- Ez a szócikk részben vagy egészben  a   Schablasee című német Wikipédia-szócikk ezen változatának fordításán alapul.  Az eredeti cikk szerkesztőit annak laptörténete sorolja fel. Ez a jelzés csupán a megfogalmazás eredetét és a szerzői jogokat jelzi, nem szolgál a cikkben szereplő információk forrásmegjelöléseként.